# Flugplatz Pasewalk

i7
i11
i13
Der Flugplatz Pasewalk (ICAO-Code: EDCV) liegt auf dem Gebiet der Stadt Pasewalk im Ortsteil Franzfelde, etwa drei Kilometer westlich von Pasewalk, direkt an den Bundesstraßen 104 und 109.  Er ist als Sonderlandeplatz eingestuft.
Der Flugplatz Pasewalk wurde 1957 für den lokalen Luftsportclub gebaut. Im Jahr 1991 wurde er dann durch den Luftsportclub „Die Ueckerfalken“ e. V. aus dem staatlichen Besitz der Treuhandanstalt gekauft. Seit 2000 wurden aufwendigere Renovierungen vorgenommen und schließlich im Jahr 2001 eine 900 Meter lange Asphaltbahn parallel zur Graslandebahn in Betrieb genommen.
Im Jahr 2006 wurde dann ein Kompetenzzentrum für Flugzeugentwicklung und Flugzeugbau neben dem Flugplatz eröffnet, in dem sich der Flugzeugbauer Remos AG ansiedelte und in dessen Werk in den Hallen des Kompetenzzentrum heute Ultraleichtflugzeuge wie die Remos GX gebaut werden.
Zurzeit wird die Landebahn hauptsächlich durch den Luftsportclub und das Kompetenzzentrum genutzt. Gelegentlich finden auch flugsportliche Meisterschaften auf dem Gelände statt.
Die Flug- und Luftraumüberwachung erfolgt von einem Tower aus, der sich auf dem Gelände des Luftsportclubs befindet. Pläne, die Asphaltlandebahn auf 1200 Meter zu erweitern und mit einer Befeuerung und einer elektronischen Landehilfe auszustatten, wurden bislang nicht realisiert.